# Departamento Municipal de Limpeza Urbana

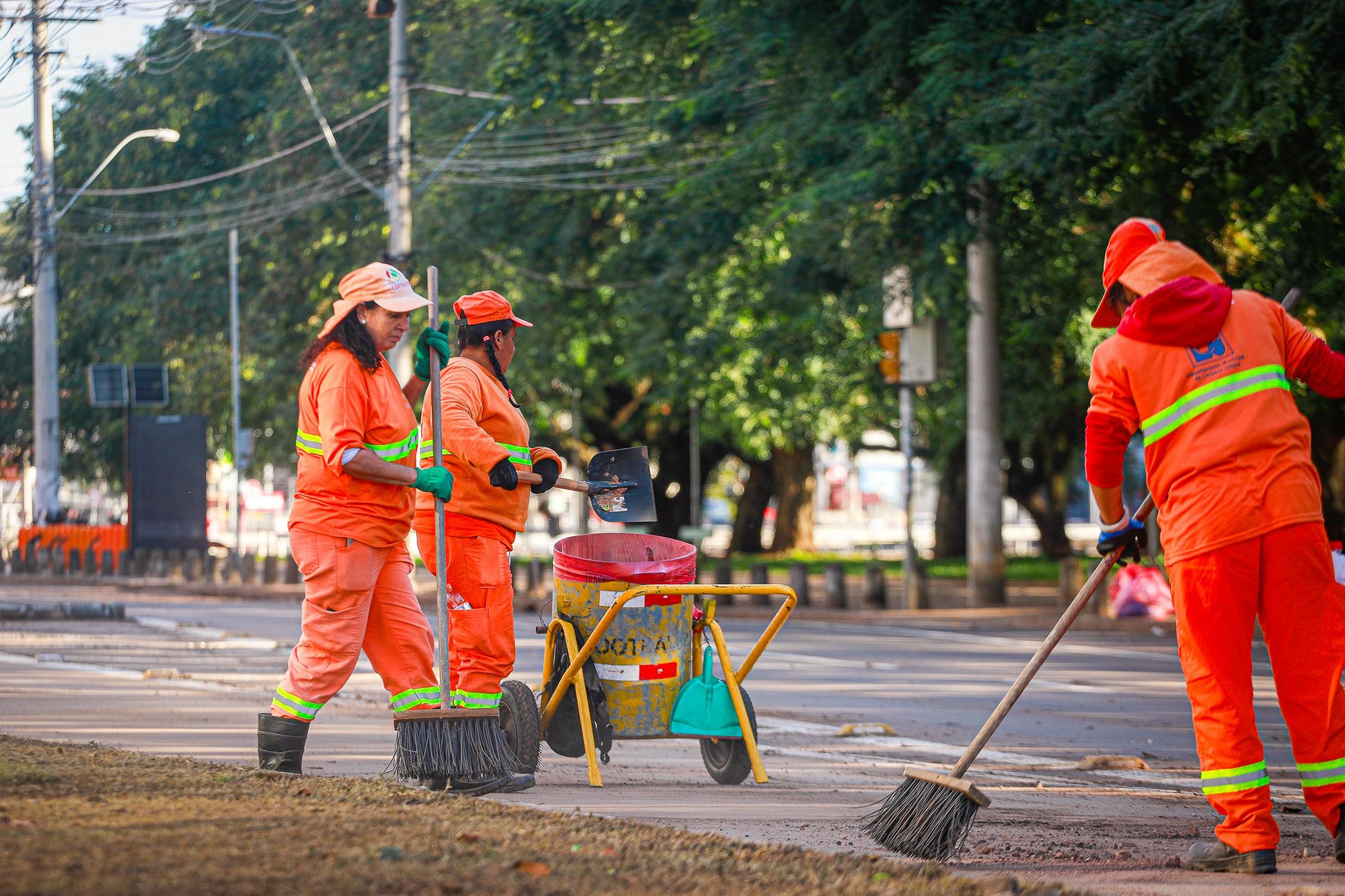
Equipe de varrição urbana do DMLU, 2024

O Departamento Municipal de Limpeza Urbana (DMLU) é uma autarquia vinculada à Secretaria Municipal de Serviços Urbanos do município brasileiro de Porto Alegre, responsável pela limpeza urbana e pela coleta e manejo do lixo. Criado em 1975, sucedendo a uma longa série de departamentos encarregados do manejo dos resíduos, que nunca foram muito eficientes, entre as décadas de 1990 e 2010 conheceu um período de significativos avanços, especialmente pela extinção dos lixões a céu aberto, pela maior regulamentação, pelos programas de educação ambiental e pela introdução da coleta seletiva, tornando-se uma referência nacional, mas depois os serviços começaram a ser pulverizados entre múltiplas empresas terceirizadas e entraram em declínio. Em 2024 a Prefeitura decidiu reorganizar profundamente todo o sistema entregando toda a gestão para uma única empresa, com um contrato bilionário e por um período de 35 anos, um processo que tem enfrentado muitas críticas. A questão do lixo em Porto Alegre está historicamente ligada a grandes danos ambientais, problemas de saúde pública, desigualdade social e precarização do trabalho.

## Atividades

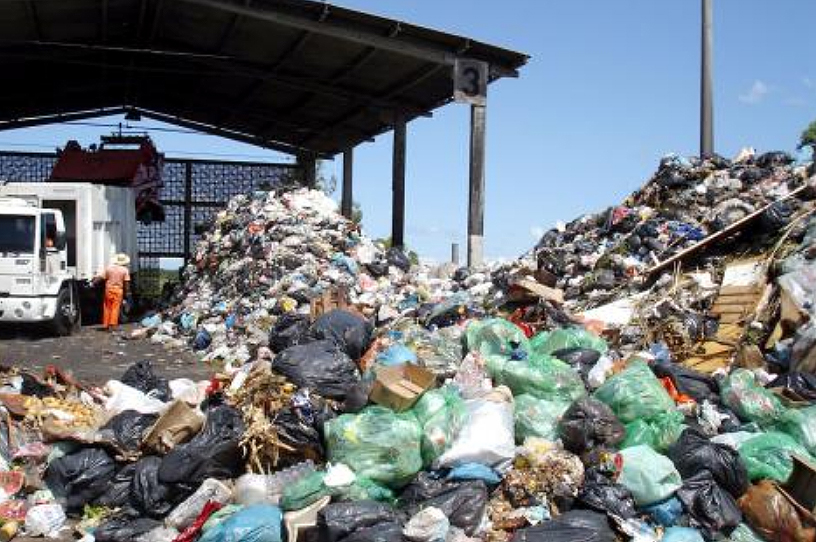
Estação de Transbordo de Lixo do DMLU na Lomba do Pinheiro em 2006

Porto Alegre gera cerca de 1.750 toneladas diárias de resíduos. É empregado o sistema da coleta seletiva, que ocorre pelo menos duas vezes por semana em todas as ruas que comportam a entrada de caminhões. A coleta do lixo domiciliar cobre todo o território da cidade e ocorre três vezes por semana, com dias específicos para coleta de lixo orgânico e lixo seco, variando os dias e horários conforme o bairro. Há múltiplos pontos de coleta voluntária para quem não quer esperar. O descarte inadequado de resíduos pode gerar multas. O lixo seco é encaminhado para as 16 unidades de triagem para separação, enfardamento e venda para a reciclagem, gerando emprego e renda e reduzindo os impactos ao meio ambiente. O sistema de coleta seletiva foi inaugurado em 1990, sendo um dos pioneiros no Brasil.

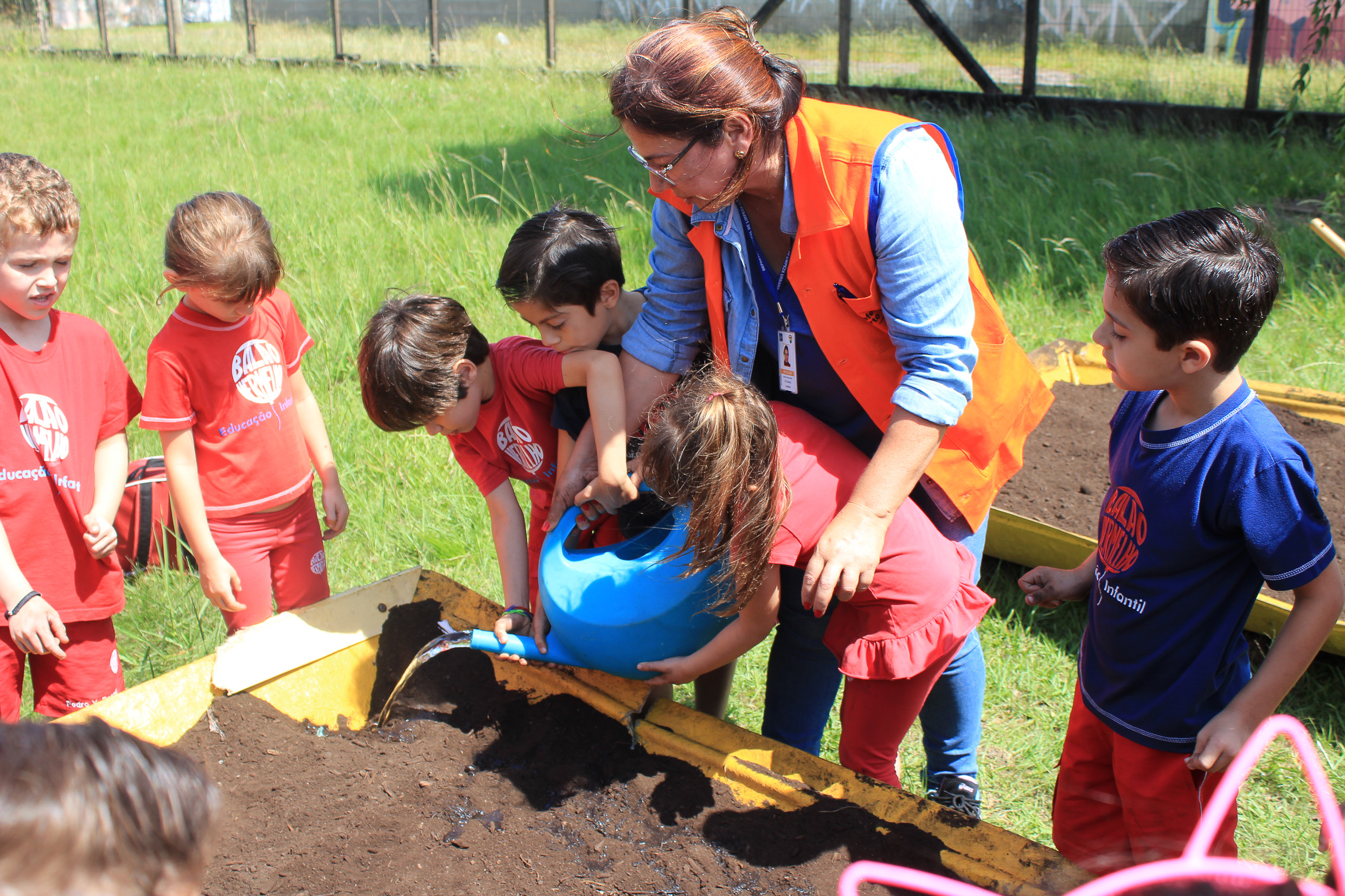
Atividade educativa com crianças na Estação Integrada de Compostagem, 2018

Parte dos resíduos orgânicos é aproveitada em processo de compostagem. Outra parte, junto com o lixo seco não reciclável, são encaminhadas para a Estação de Transbordo da Lomba do Pinheiro, e de lá seguem para o aterro sanitário de Minas do Leão, localizado cerca de 100 quilômetros de Porto Alegre, pertencente a uma companhia privada que tem contrato até 2028. Alguns tipos de resíduos que representam perigo à saúde e ao meio ambiente, como eletrônicos, pilhas, baterias, óleos de fritura, substâncias tóxicas, lâmpadas fluorescentes e medicamentos, devem ser descartados em pontos de coleta especiais.
Além das coletas, o DMLU recolhe ainda o resíduo que resulta da varrição e capina nas vias públicas. Também faz roçadas em taludes e beira de estradas, lavagem de monumentos e logradouros públicos, a limpeza de praias na orla do Guaíba e garante tanto a zeladoria quanto a manutenção dos sanitários públicos da cidade. Também são mantidos vários programas para educação ambiental e orientação no descarte correto dos resíduos. Apesar das orientações, a população ainda não aderiu integralmente ao sistema de coleta seletiva, descartando muito material inadequadamente.

## História

### Antecedentes
O manejo do lixo tem sido um problema histórico em Porto Alegre. A administração da higiene pública inicialmente coube às Câmaras de Vereadores, desde a promulgação do Regulamento das Câmaras Municipais do Império de 1828, e em 1829 já se encontram registros nas atas da corporação porto-alegrense sobre as primeiras normatizações, incluídas no Livro de Posturas do Município, vedando o lançamento de "esgotos domésticos de águas fétidas e imundícies" nas ruas e becos, sob pena de multa. A proibição praticamente não levou a nada de concreto, e além de águas servidas, a maior parte do lixo era jogada, sem qualquer tratamento, nas águas do rio Guaíba, onde a população coletava água para consumo.

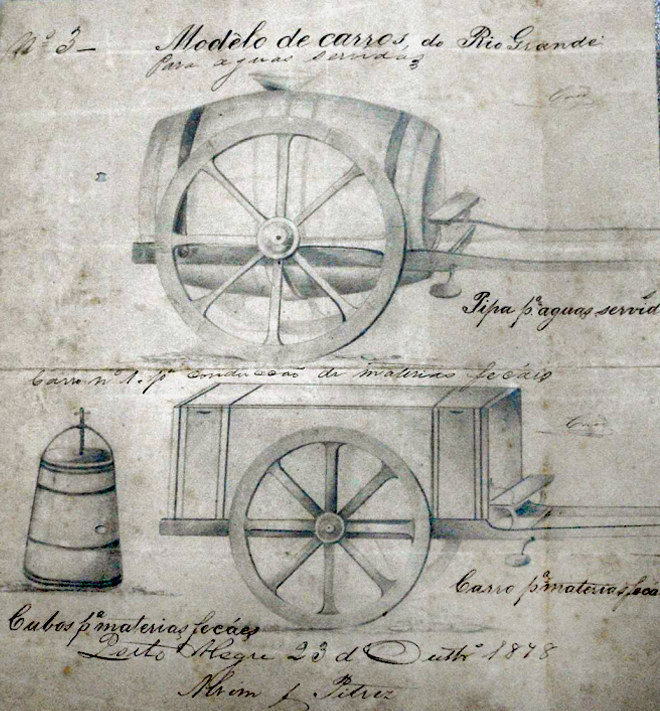
Modelos de carros usados para carregamento de águas servidas e material fecal na década de 1870

A primeira iniciativa de organizar o saneamento urbano sistematicamente só ocorreu em 1853 com a criação da Comissão de Higiene Pública, presidida pelo Dr. Manuel Pereira da Silva Ubatuba, que imediatamente entrou em conflito com a Câmara, a quem cabia anteriormente regular o tema e fiscalizar a prática. A Comissão foi criada porque a saúde pública já era considerada ameaçada e os mecanismos de controle eram inconsistentes e ineficientes. Em 1855 uma epidemia de cólera trouxe o assunto para o primeiro plano, e nos anos seguintes foram criadas algumas regras novas, que geraram controvérsias e na prática tiveram pouco efeito, tanto que relatórios da década de 1860 acusavam o acúmulo de lixo e animais mortos até na frente da Câmara de Vereadores, e em 1866 irrompeu outra epidemia de cólera. Em 1868 foi criada outra comissão para regulamentar o serviço de limpeza pública, mas da mesma maneira trouxe escassos avanços práticos. Em 1869 o Município contratou a Empresa Salubridade Pública, de Estácio da Cunha Betencourt, para resolver o problema do lixo e dos esgotos, mas só começou a operar em meados de 1872, obteve poucos resultados porque a adesão dos munícipes ao seu serviço era opcional, e em 1875 o contrato foi encerrado, mas já se começava a fazer uma distinção mais clara entre Limpeza Pública (resíduos sólidos) e Asseio Público (esgotos domésticos e matéria fecal).

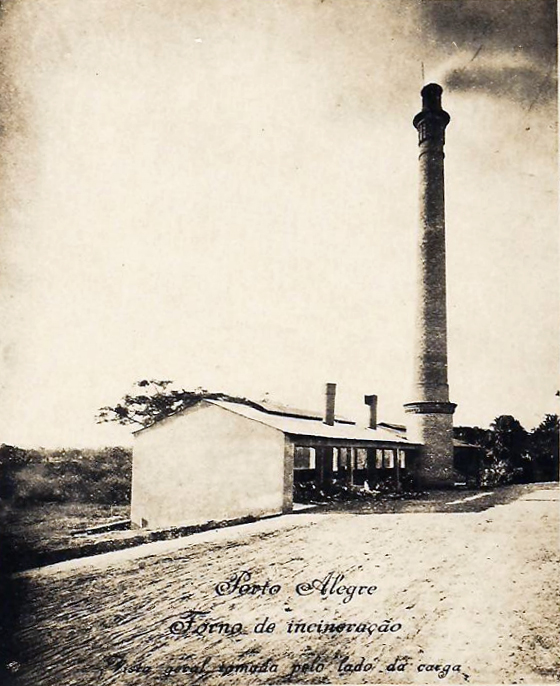
Forno de incineração de lixo, c. 1890

No final de 1878 o Presidente da Província despachou à Câmara aprovando a contratação da sociedade de José Ferreira Alvim e João Alfredo Pitrez e da empresa de Marcos Pradel de Azambuja para a condução de materiais fecais e águas servidas, mas os contratos não foram renovados em 1881, quando a Câmara chamou a si a tarefa, mas ela não dispunha nem de recursos e nem de equipamentos, e viu-se obrigada a recrutar presidiários para a execução. Como não deu certo, em 1885 foi contratada a Empresa Asseio Público, uma reestruturação da sociedade Alvim & Pitrez. Enquanto isso, os serviços de coleta do lixo e varredura das ruas também não avançavam. Vários locais alternativos foram cogitados para o despejo do lixo, como a Ilha da Pintada e a chácara de Francisco Mariante, mas acabou-se decidindo pela Várzea da Redenção, mas muito lixo continuava sendo lançado em qualquer lugar. Em 1888 foi instalado no Beco Sans Soucy, transversal à Avenida da Azenha, um forno para incineração de lixo, que absorveu a maior parte dos resíduos sólidos produzidos, mas causava grande poluição do ar nas redondezas, produzia muita cinza que precisava de destinação. Em 1896 foi inaugurada uma pequena ferrovia para levar a matéria fecal até a Ponta do Melo na Zona Sul, ainda largamente desabitada, onde foi instalado um trapiche para lançamento direto nas águas do Guaíba, mas dois anos depois a ferrovia foi destruída em uma enchente.
Em 1898, por fim, toda a gestão do lixo foi municipalizada com a criação da Diretoria da Limpeza e Asseio Público, a antecessora direta do DMLU, instalando-a em um prédio na Avenida da Azenha 631 (onde se encontra até hoje a sede do DMLU), e pouco depois a gestão da água também foi absorvida pela Intendência. O sistema começava a ser organizado, mas o progresso efetivo ao longo de quase todo século XX foi muito lento devido a uma incessante polêmica sobre as medidas a serem adotadas, contratos de serviços mal-sucedidos e crônica falta de verbas. Reclamações sobre a falta de higiene eram constantes. Entre o fim do século XIX e as primeiras décadas do século XX a população cresceu rapidamente, impulsionada pela industrialização e por um grande êxodo rural, e a produção de lixo também crescia rápido, mas as políticas públicas não acompanhavam o ritmo e a poluição da água e do solo alcançava altos níveis, a despeito dos planos grandiosos dos governos municipal e estadual para higienização, modernização e embelezamento do espaço urbano da capital. Em 1914, na gestão do intendente José Montaury, foi publicado o Plano Geral de Melhoramentos, que desempenhou um papel de grande relevo na redefinição do urbanismo e deu diretrizes para várias políticas e programas pontuais, incluindo a higienização urbana. Contudo, o Plano contemplou apenas a região central da cidade, relegando os bairros ao abandono, sem acesso a serviços básicos como coleta de lixo e saneamento.
Nesta época o depósito do lixo foi transferido para as margens do Arroio Dilúvio, junto à Ponte de Pedra, uma área sujeita a frequentes alagamentos, enquanto iniciavam algumas obras de melhoria nas condições das poluídas praias do Guaíba na área do Centro. Em 1915 era coletado na cidade um volume de cerca de 95 metros cúbicos de lixo por dia. O transporte até o depósito era feito por carroças. A varrição das ruas produzia mais de 100 carroças diárias de terra, além de se recolherem diariamente centenas de animais mortos, que eram cremados. Nesta altura o forno de incineração de resíduos se encontrava com sua capacidade quase esgotada. Em 1925 foi proposto que as cinzas da incineração passassem a ser aproveitadas como adubo, a primeira tentativa de reciclagem de resíduos, mas a ideia não chegou a ser implementada.
A Diretoria da Limpeza e Asseio Público funcionou até 1936, época em que começaram a ser criados vários aterros para receber o lixo. Em 1937, já nomeada Diretoria da Limpeza Pública, foi vinculada à Diretoria Geral do Saneamento e, mais tarde, à Diretoria Geral de Obras e Viação. A prática dos aterros iria perdurar por décadas, período em que dezenas de aterros foram abertos no município. Em 1945 o órgão foi renomeado como Administração de Limpeza Pública, sendo ligada diretamente ao Gabinete do Prefeito. Em 1955 recebeu o nome de Servidor de Limpeza Pública, subordinado ao Departamento de Obras, em 1957 foi transformado em Divisão de Limpeza Pública e, em 1969, em Departamento de Limpeza Pública.

### Criação do DMLU

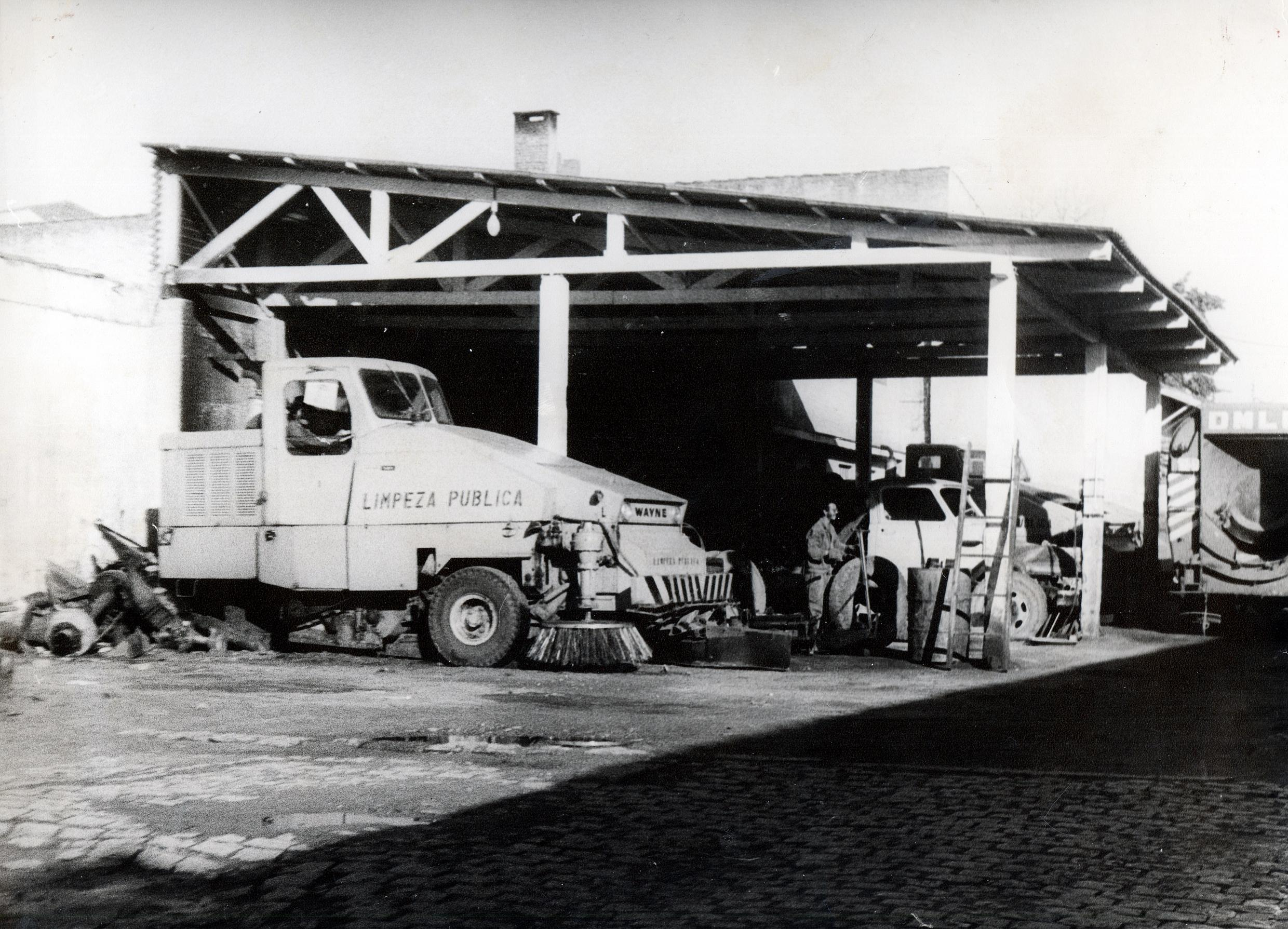
Uma das antigas oficinas do DMLU

Através da Lei 4.080 de 15 de dezembro de 1975 o Departamento de Limpeza Pública foi transformado em autarquia e rebatizado como Departamento Municipal de Limpeza Urbana, tendo João Mano José como seu primeiro diretor, que ficou no cargo até 1976. Neste ano eram coletadas por mês cerca de 130 toneladas de resíduos sólidos. Apesar das sucessivas reformas na estrutura administrativa e das mudanças de nome, e embora a abordagem do poder púbico em relação ao lixo tenha se tornado mais técnica, até a década de 1990 não foi criada nenhuma política pública consistente para o lixo e nem um sistema de manejo bem organizado. Ainda na década de 1970 começaram a ser criados grandes lixões a céu aberto: Ilha do Pavão (1973), Benópolis (1977), Olaria Brasília (1978) e Zona Norte (1985). Outros lixões menores foram o Dab-Dab (1976), Porto Seco (1982) e Correio (1983). Os lixões produziram um grande impacto ambiental e também social, pois além de suprimirem áreas verdes e banhados naturais, poluíam o solo e a água, e atraíam uma grande população em extrema pobreza que buscava nos depósitos, totalmente insalubres e perigosos, materiais para revenda e também sobras de alimento, vivendo em condições subumanas. Essa situação degradante começou a gerar grandes debates e polêmicas.
Em 1989, quando Olívio Dutra assumiu a Prefeitura, os lixões já estavam com sua capacidade quase esgotada e já era evidente que o problema era sério e precisava de uma solução urgente. No mesmo ano, num seminário promovido pelo Instituto Goethe, surgiu a ideia da coleta seletiva como uma alternativa para o lixo e também para a população carente, que poderia ser empregada neste trabalho. Mesmo com os recursos escassos e a baixa qualificação técnica dos funcionários, imediatamente começou a ser desenvolvido um projeto para sua implantação, acompanhado de uma campanha de educação ambiental, o que daria origem ao Sistema de Gerenciamento e Tratamento Integrado de Resíduos Sólidos Urbanos, contemplando aspectos ambientais e sociais relativos às questões de gestão dos resíduos sólidos urbanos. A coleta seletiva iniciou oficialmente em 7 de julho de 1990, com o projeto piloto no bairro Bom Fim. A iniciativa foi muito bem aceita, e três meses depois o bairro Cidade Baixa também era atendido. Ainda em 1990, foi aprovado o Código Municipal de Limpeza Urbana, aperfeiçoado em 1992 ao incluir uma cláusula que previa a destinação do lixo seco coletado seletivamente preferencialmente aos núcleos de catadores devidamente organizados e cadastrados no DMLU. No fim de 1990 a maioria dos lixões havia sido encerrada e iniciava a recuperação ambiental do lixão da Zona Norte. Em 1994 a coleta já atendia 56 bairros (76% do total) e 800 mil habitantes (cerca de 60% da população), em torno de 2000 já alcançava todos os bairros, e em 2001 começavam a ser instaladas as unidades de reciclagem e compostagem, mais tarde denominadas unidades de triagem. Segundo Silva & Nascimento, 

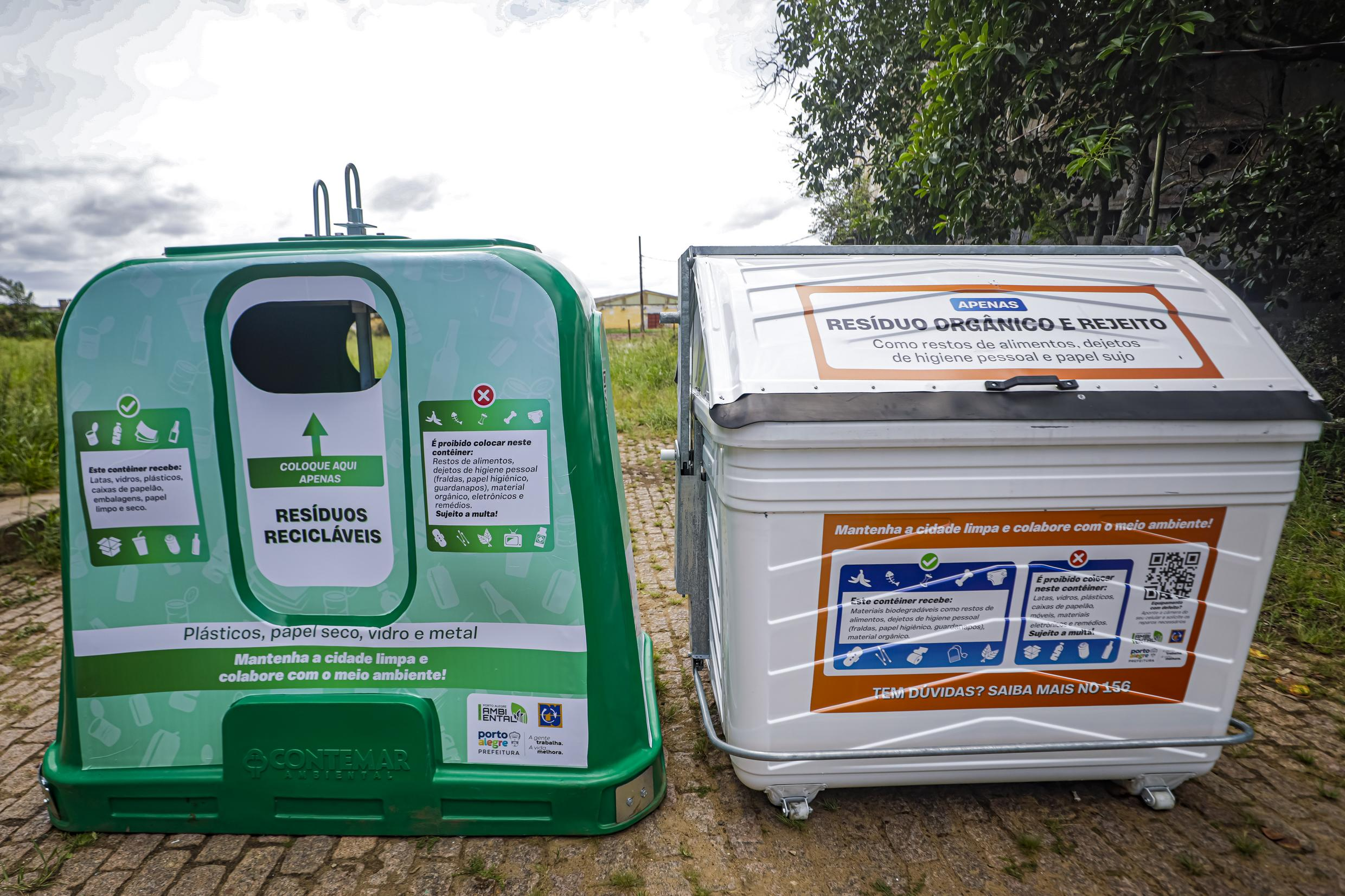
Lixeiras para coleta seletiva

"A coleta seletiva permitiu que os trabalhadores fossem tirados de cima do lixo e realocados em lugares adequados, dentro da área do lixão, mas afastados do local onde aconteciam os desembarques dos caminhões da coleta tradicional. Neste novo espaço, os trabalhadores faziam a triagem do material vindo exclusivamente da coleta seletiva, a qual, por sua vez, propiciou a inclusão dos chamados 'catadores dos lixões', oferecendo melhores condições de trabalho e melhor remuneração".

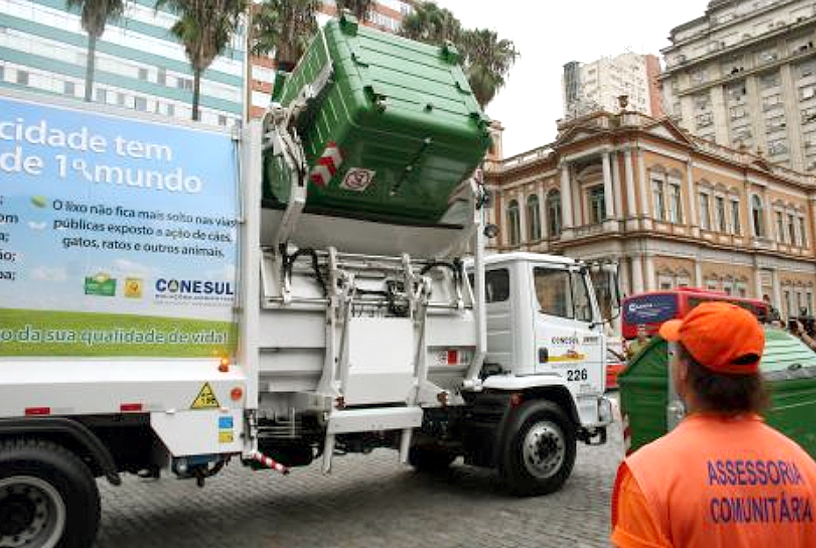
Início do serviço de coleta de lixo domiciliar automatizada, 2011

Com a criação do sistema da coleta seletiva, o problema do lixo melhorou bastante, e com sua rápida expansão, o DMLU precisou ser reestruturado. A Prefeitura criou diversas unidades de triagem, dando trabalho de catação para uma grande população pobre, muitos catadores se organizaram em associações ou cooperativas, e o último lixão foi fechado em 2002. Também foram criados alguns aterros sanitários dentro do município, o Três Meninas (1993) e o da Extrema (1997), e outro, Santa Tecla, criado por convênio em 1999 na área do município de Gravataí. O aterro da Extrema foi o primeiro a cumprir todas as normas da legislação ambiental. Em 2000 Porto Alegre foi a primeira capital latino-americana a sediar o Grupo de Trabalho de Resíduos Sólidos do Programa de Gestão Urbana da Organização das Nações Unidas e do Instituto de Promoção de Economia Social. A partir de 2006 a Estação de Transbordo da Lomba do Pinheiro passou a receber todo o material da coleta domiciliar, e todo o material destinado a aterros passou a ser encaminhado ao aterro sanitário de Minas do Leão. Entre 2001 e 2011 o processamento dos resíduos aumentou 4 vezes mais do que a taxa de crescimento populacional, e em 2013 o Banco Nacional de Desenvolvimento Econômico e Social considerou a coleta seletiva local como uma das três melhores do país.
Neste período também foram lançados alguns marcos importantes em termos de regulamentação e normatização: em 2010 foi instituído o Plano Municipal Integrado de Gerenciamento de Resíduos da Construção Civil, em 2013 foi instituído o Plano Municipal de Gestão Integrada de Resíduos Sólidos (PMGIRS), e em 2014 foi atualizado o Código de Limpeza Urbana, que trouxeram avanços em relação aos padrões anteriores. O PMGIRS, em particular, fez um diagnóstico em grande escala da gestão dos resíduos, definiu termos e normas técnicas e categorias de serviços, arquitetou em detalhe os mecanismos para sua execução, e previu uma série de outros aspectos, como eixos estratégicos, parcerias, financiamento, fiscalização, qualificação e educação ambiental, saúde pública e outros. O PMGIRS cumpria as determinações do Plano Nacional de Resíduos Sólidos, e era imprescindível para pleitear recursos federais e internacionais. Devido a esses qualificativos, a atuação do DMLU por algum tempo foi considerada uma referência de qualidade no Brasil e na América Latina, sendo também Porto Alegre um dos municípios pioneiros no Brasil em integrar os catadores no processo de reciclagem. A melhoria dos serviços foi recebida muito positivamente pela população. Em 2012 quase 600 catadores trabalhavam na triagem dos resíduos, sendo coletadas cerca de 2 mil toneladas de resíduos domésticos por dia, e 60 toneladas de lixo seco eram enviadas para as 13 unidades de triagem existentes no município.

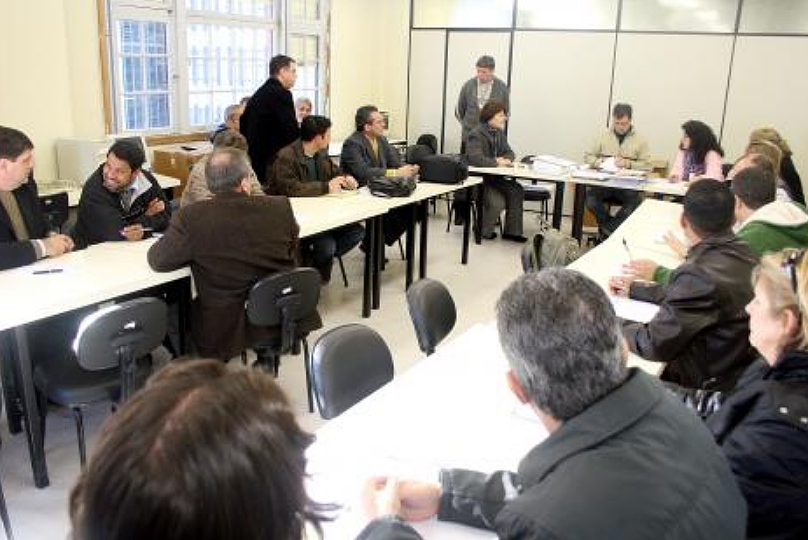
Abertura dos envelopes de propostas de serviço das empresas concorrentes na licitação da coleta de lixo de 2007

Porém, neste mesmo período os serviços começaram a ser terceirizados e pulverizados entre múltiplas empresas privadas, e a coleta foi se tornando menos eficiente, caindo 25% entre 2015 e 2016, os programas de educação ambiental perderam alcance e eficiência, o descompasso entre a arrecadação da Taxa do Lixo e os gastos com a gestão do sistema aumentava continuamente (em 2016 a Prefeitura já gastava mais que o dobro do que arrecadava), declinaram os índices de triagem e de fiscalização, a relação com os catadores se tornou progressivamente mais conflitiva e sua capacidade de negociação junto à Prefeitura foi muito reduzida. Segundo Silva & Nascimento, a direção do DMLU alegou que a terceirização se tornou necessária pela dificuldade do poder público de lidar com o desgaste dos veículos. Na avaliação dos autores, "trata-se de um assunto polêmico dentro da administração pública, nem todos os entrevistados compartilham da mesma opinião. Para alguns, com a terceirização não se pode garantir a qualidade do serviço prestado. Há quem diga que, depois da terceirização, certas ruas, que antes eram atendidas, agora não são mais atendidas pela coleta seletiva". Por outro lado, Rossi & Nodari referem que as empresas privadas exerceram pressão sobre a Prefeitura para forçar a cessão dos serviços.

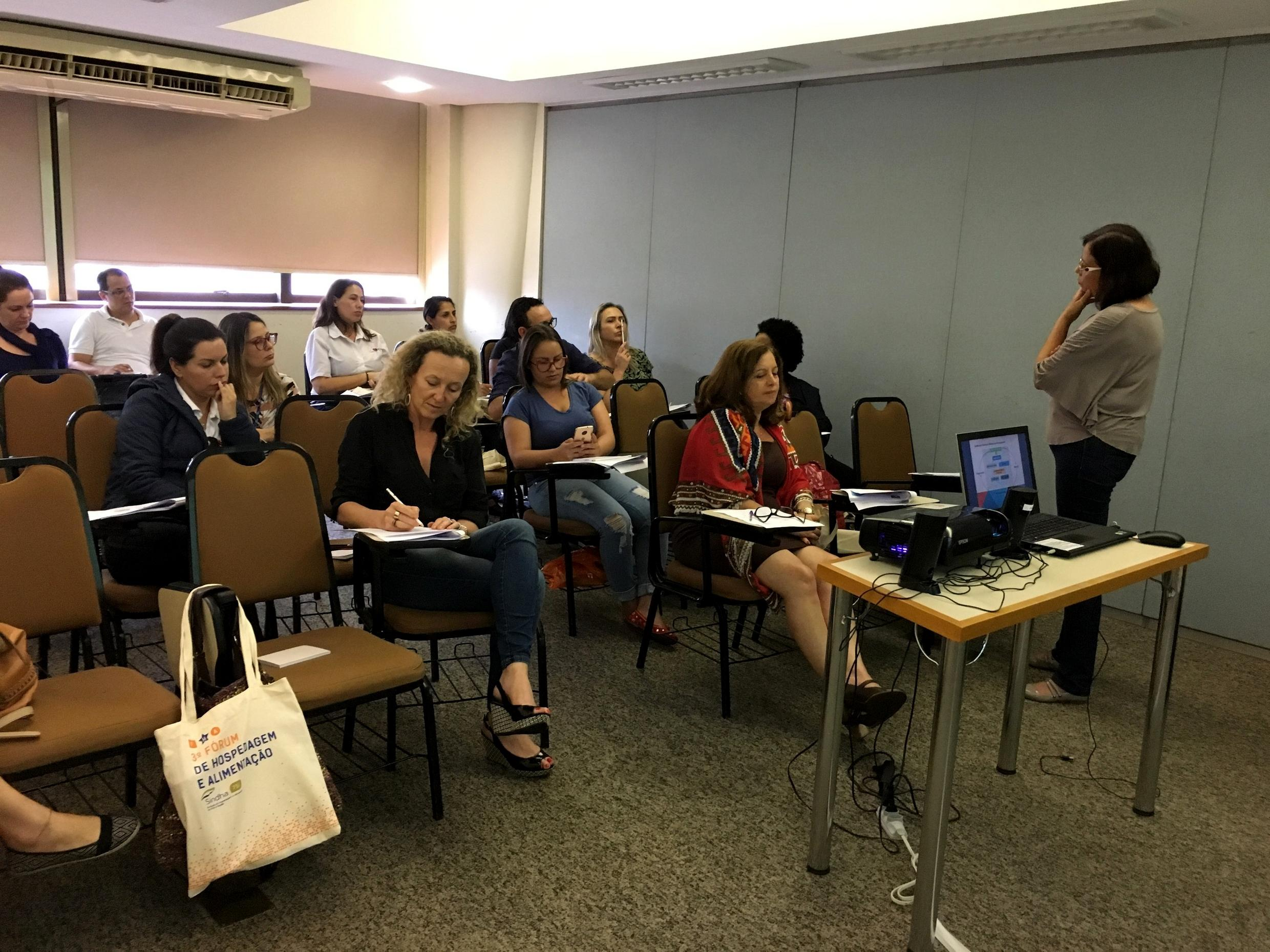
Palestra sobre gestão de resíduos para representantes de restaurantes, 2017

Segundo a assistente social Simone Pinheiro, "a construção de espaços com estruturas para o trabalho deu a esperança de uma melhor qualidade de vida e remuneração para esses trabalhadores. E isso de uma certa forma ocorreu. Porém, com o passar dos anos, o sucateamento das infraestruturas, o descaso com as questões ambientais, a falta de investimentos e ações de educação ambiental efetiva, o sucateamento do Departamento Municipal de Limpeza Urbana, que vem ocorrendo por diversas gestões públicas, nos traz uma coleta seletiva ineficiente". Em 2006 uma pesquisa mostrou que das seis unidades de triagem estudadas, uma tinha condições apenas razoáveis em certos aspectos, mas com vários problemas, e cinco estavam em péssimas condições, funcionando desorganizadamente em edifícios precários ou arruinados, sem higiene, infestados de ratos e baratas, com goteiras, infiltrações, umidade permanente, água misturada ao lixo, e algumas lidavam com lixo hospitalar sem equipamentos de segurança para os trabalhadores, que recebiam baixíssima remuneração; muitos moravam no local de trabalho ou ali faziam suas refeições.

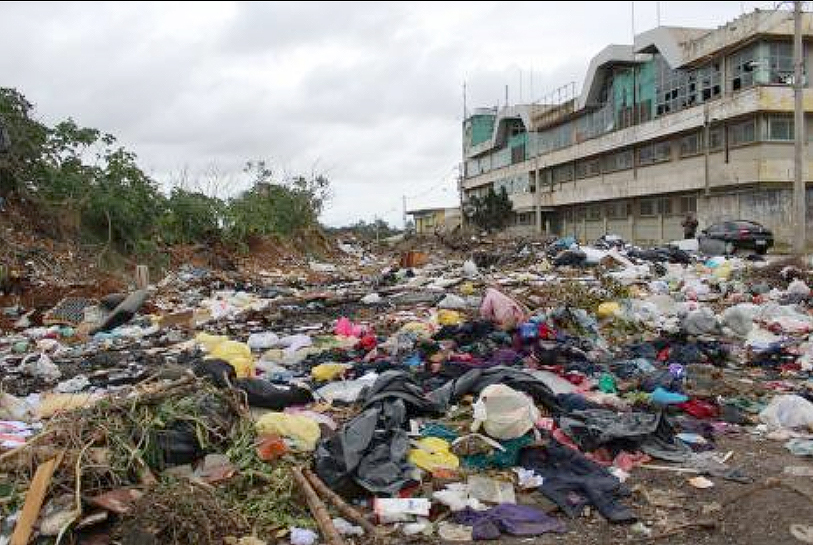
Depósito de lixo irregular no bairro Bom Jesus, 2017

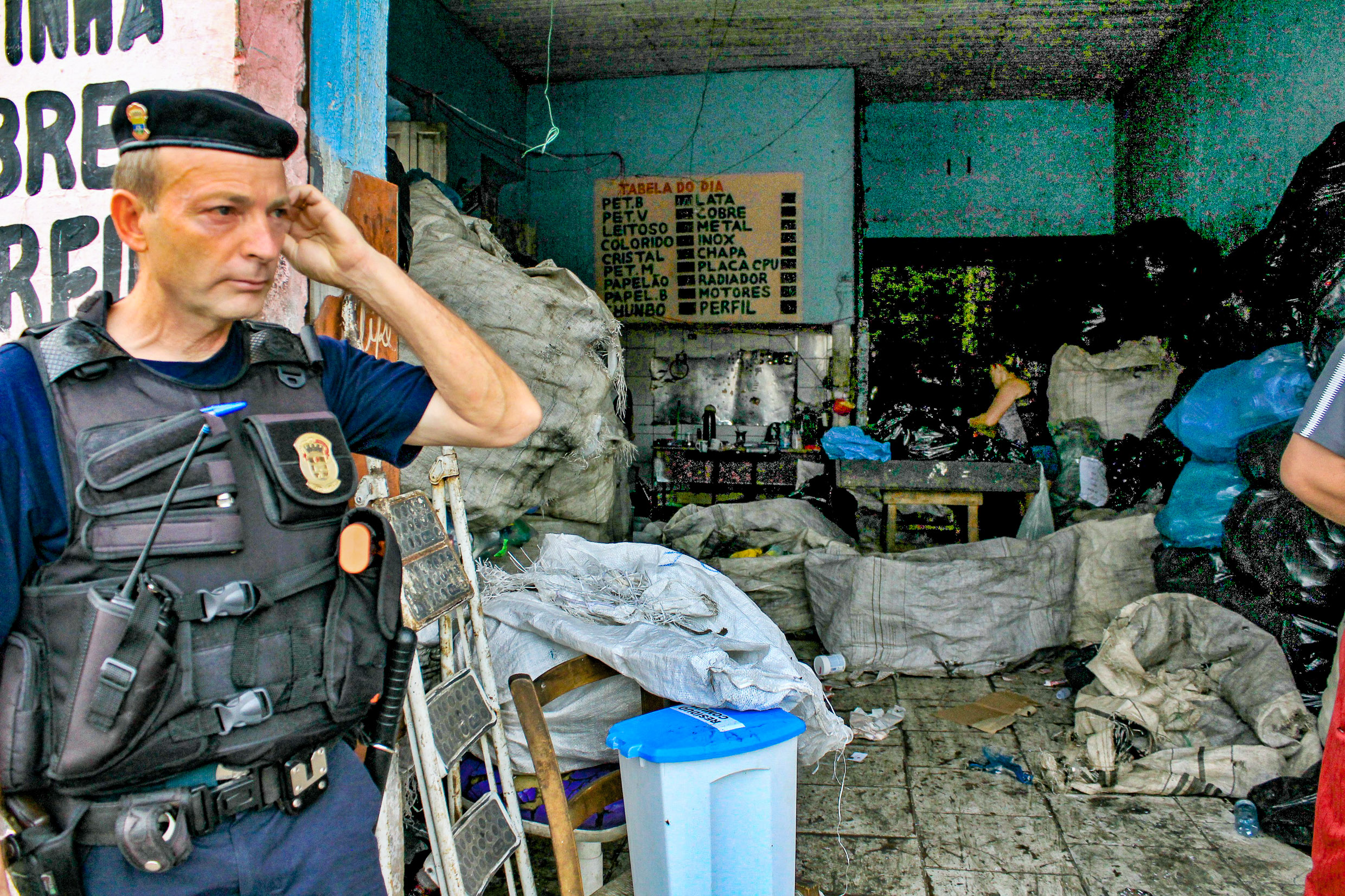
Blitz da polícia e do DMLU numa unidade de reciclagem ilegal, 2019

Até 2019 a relação entre a Prefeitura e as associações e cooperativas de catadores era regida por meio de um convênio, quando passou a ser formalizada por contrato de prestação de serviços, mas os contratos não previam qualquer tipo de remuneração aos trabalhadores, apenas um custeio operacional, além de remuneração variável condicionada a um "índice de rejeito" resultante do processo de triagem, sem qualquer valor fixado a título de serviços prestados. Em termos práticos, a remuneração que os catadores recebiam era muito baixa. Também ocorreu recentemente uma grande multiplicação de catadores e coletores não vinculados às cooperativas cadastradas regularmente, que coletam e revendem o material em uma concorrência ilegal e sem cumprir norma alguma. Essa situação tem causado muitos conflitos com os cadastrados e fez a Prefeitura perder o controle sobre o sistema. Em 2019 o Conselho Estadual de Direitos Humanos denunciou condições inadequadas em depósitos de triagem e cláusulas abusivas nos contratos com as cooperativas. Também foi assinalada a situação de grande precariedade do trabalho dos operários informais, e nas unidades onde trabalhavam uma vistoria constatou "absoluta falta de infraestrutura, muitas vezes sem piso impermeabilizante que evite absorção do chorume pelo solo, sem prevenção de incêndio, sem controle de zoonoses, sem equipamentos de proteção e segurança". No mesmo ano uma pesquisa revelou que os funcionários do Departamento eram os que mais solicitavam licenças de saúde entre os servidores do Município, sendo feita a correlação entre a precarização do trabalho e os altos índices de morbidade. O custo total da gestão dos resíduos sólidos em Porto Alegre no ano de 2020 foi de 289.758.013,50 reais, e os valores repassados às associações/cooperativas equivaliam a 0,37% do total. Na lista de despesas deste ano não houve nenhum investimento em Qualificação do Ambiente Urbano, nem em Reciclagem e Geração de Renda.
Em 2021 a Câmara aprovou a Política de Gerenciamento Integrado de Resíduos Sólidos, normatizando e prevendo ações para uma série de aspectos, incluindo limpeza urbana, coleta de resíduos, triagem, destinação, tratamento, compostagem, reciclagem, embalagem, incentivos, contratos, fiscalização, proteção ambiental e outros. No fim de 2023 a Prefeitura publicou uma revisão do Plano de Gestão Integrada de Resíduos Sólidos, contando com a colaboração da comunidade.

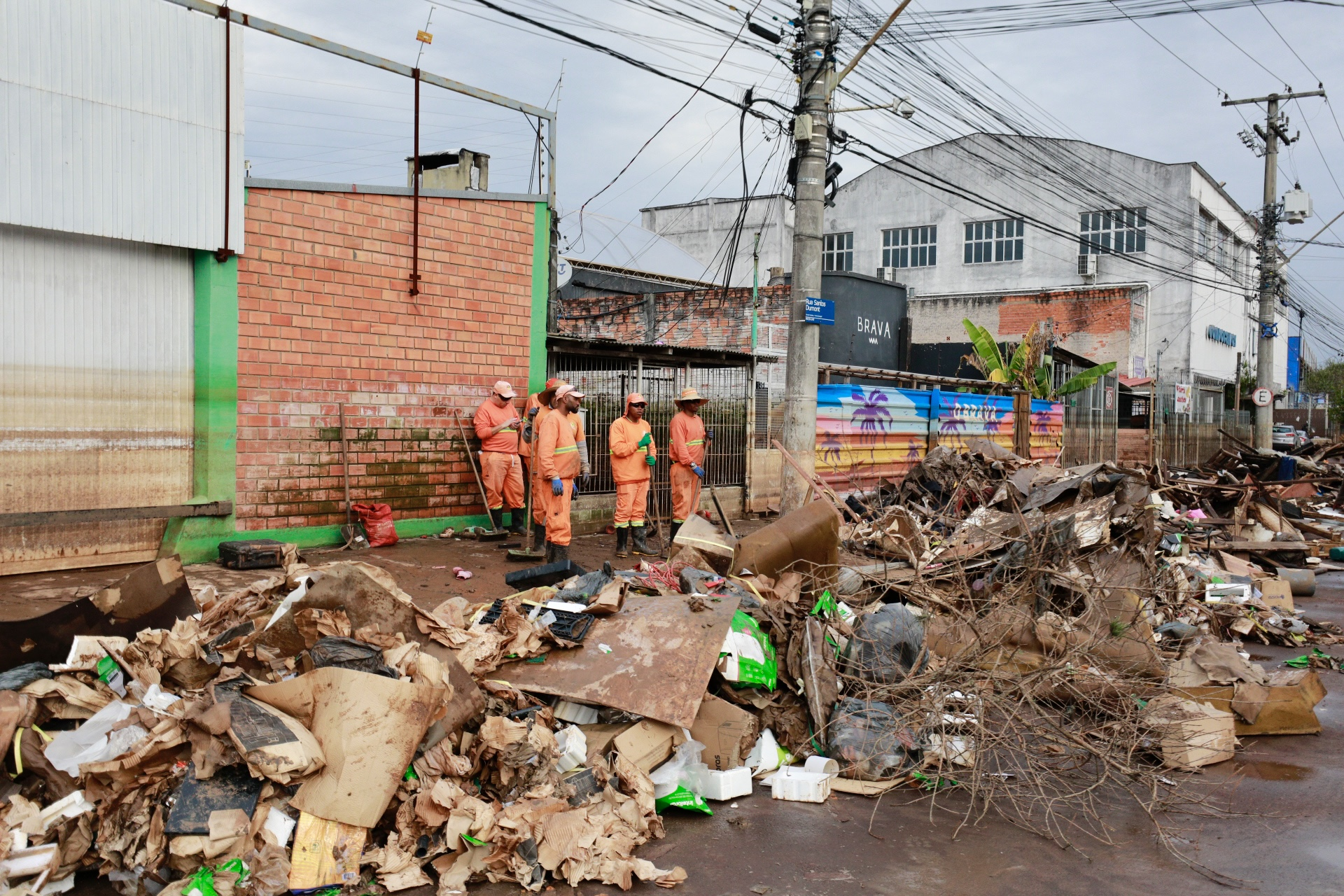
Equipe do DMLU trabalhando na limpeza da cidade depois da enchente de 2024, quando as ruas ficaram tomadas de montanhas de lixo e material descartado. No muro à esquerda, é visível a marca da altura da água

As medidas não foram suficientes para reverter o quadro de declínio, e em 2023 um grupo de ONGs, o coletivo dos catadores e pesquisadores de várias universidades desenvolveram uma proposta de melhoria no sistema e em dezembro se reuniram para debater a situação do lixo, que consideraram crítica, acusando a Prefeitura de sucatear o sistema que existia e não dar a devida assistência e pagamento justo aos catadores. Neste ano apenas cerca de 4% dos resíduos sólidos eram reciclados e muito lixo ficava acumulado nas ruas. Para complicar a situação, em maio de 2024 ocorreu a maior enchente que a cidade já viu. No rescaldo, montanhas de material destruído ou estragado foram acumuladas nas ruas da cidade, que se tornaram lixões a céu aberto. Cerca de 200 mil toneladas de lixo foram parar nas ruas. Todo esse material foi contaminado pela mistura da água com esgotos, animais mortos e outros materiais orgânicos decompostos, complicando muito a coleta e limpeza, que só foram concluídas um ano depois.
Enquanto isso, no fim de 2024 foi concluído um projeto de parceria público-privada para uma ampla reorganização do sistema do lixo, prevendo entregar por 35 anos toda a gestão para uma única empresa (antes eram cerca de 70 envolvidas na coleta e tratamento), exceto a triagem, que poderá ser realizada por contrato. O projeto foi proposto com o objetivo de desburocratizar e modernizar a coleta, facilitar a fiscalização, aumentar a arrecadação da Taxa do Lixo, ampliar a coleta seletiva e os índices de reciclagem e reforçar a proteção ao meio ambiente. O investimento previsto é de 1,26 bilhão de reais, proveniente da Taxa do Lixo e da venda de material reciclável.

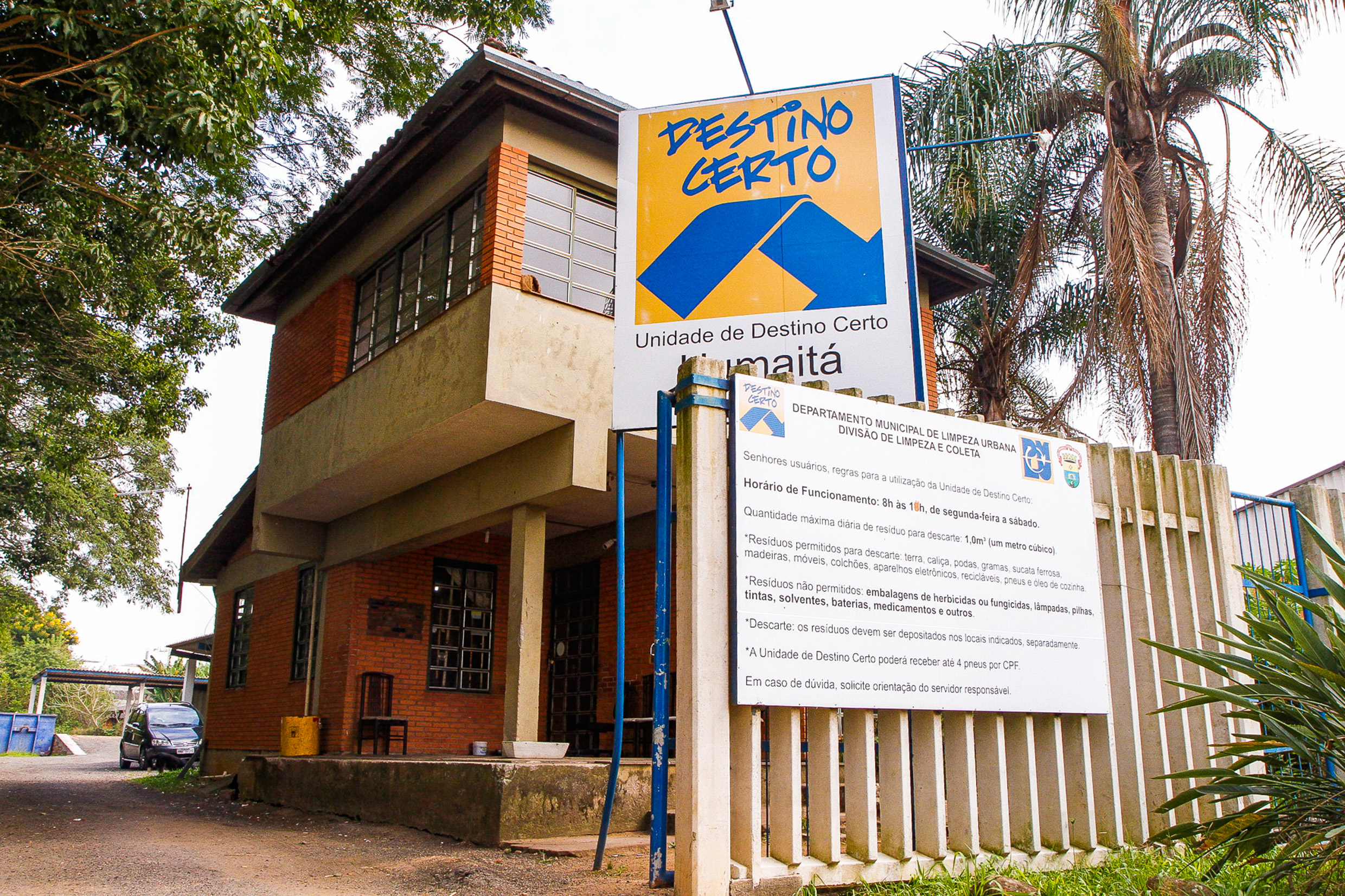
Unidade de Destino Certo Humaitá, uma das unidades para entrega voluntária de material reciclável especial não recolhido pelos caminhões da coleta seletiva, 2017

O projeto estava sendo concebido desde 2021 e foi alvo de uma polêmica desde o início. Recebeu muitas críticas dos catadores, que se viram sem garantias de trabalho dentro do novo sistema, potencialmente prejudicando o sustento de milhares de famílias que já vivem na pobreza. No fim de dezembro de 2024 a Prefeitura abriu uma consulta pública, e em janeiro de 2025 a Frente pela Gestão de Resíduos Sólidos Participativa, composta por pesquisadores e professores universitários, o Movimento dos Catadores, ONGs e outras entidades, apresentou uma análise técnica e entrou com uma ação judicial para revisão do projeto. A Frente reconheceu a validade de alguns argumentos da Prefeitura, como a necessidade urgente de reforma, a confusão gerada pela grande quantidade de empresas envolvidas, e a baixa qualidade dos serviços, mas fez críticas pela alegada falta de transparência, pelo debate insuficiente, recusa de projetos alternativos, riscos para o meio ambiente e riscos para a fiscalização, que será em parte entregue para a própria empresa. Também foram criticados a formação de um monopólio e o fato de que certos aspectos do funcionamento da parceria serão definidos apenas após a contratação da empresa. Em fevereiro a Defensoria Pública do Estado recomendou a reabertura da consulta pública e a adoção de medidas para ampliar a participação popular, garantir a inclusão dos catadores em todas as etapas, estabelecer mecanismos de fomento e custeio para cooperativas e associações, bem como garantias de renda para os catadores, a fim de que os princípios da gestão democrática e da participação popular sejam respeitados. Numa análise de 2024, Jesus, Richter & Prestes concluíram: 

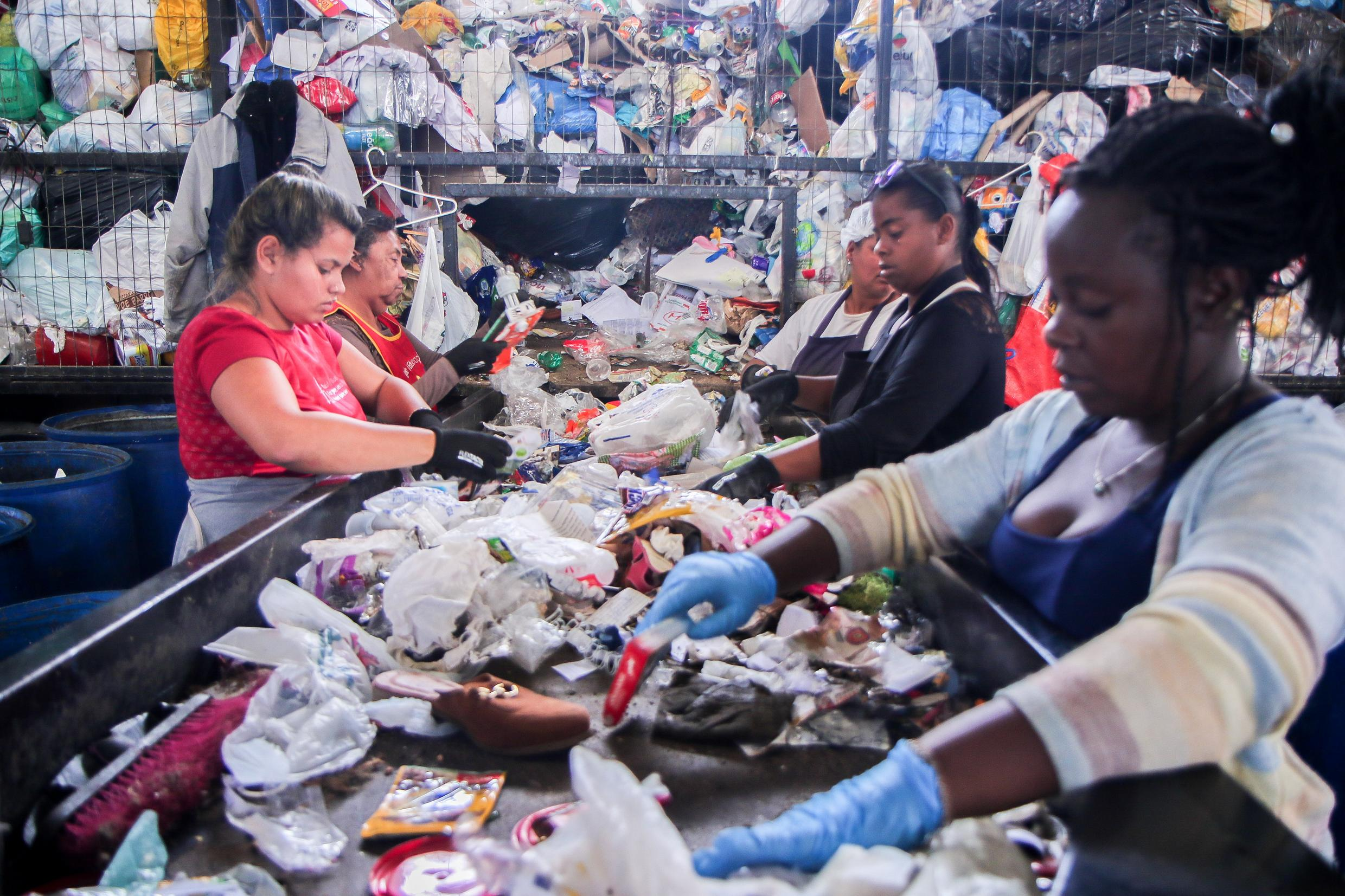
Catadores numa unidade de triagem da coleta seletiva, 2018

"A falta de contraprestação pelo serviço de triagem contratado pela Prefeitura é uma demanda histórica das associações/cooperativas que desejam ser remuneradas pelo serviço que prestam, não se limitando a obter renda somente pela comercialização dos resíduos. O argumento dos trabalhadores é que, assim como as empresas que coletam os resíduos e os encaminham para aterros são remuneradas por seus serviços, as associações/cooperativas também deveriam ser. Além disso, a atuação dessas organizações colabora diretamente na redução dos resíduos enviados a aterros sanitários, colaborando com a reinserção no processo produtivo por meio da reciclagem. [...] É necessário que o município fortaleça o setor da reciclagem como um todo, realizando investimentos, incentivando as parcerias, investindo em educação ambiental, a fim de que haja a retomada do protagonismo anterior da cidade na temática".